# فارمند
أدولف فارْمُنْد (بالألمانية: Adolf Wahrmund)‏ ( 1243 - 1331 ه‍ / 1827 - 1913 م ) هو مستشرق ألماني.
له «معجم عربي ألماني». ويعد فارمند أول من ألف معجما ألمانيا عربيا ويحمل معجمه اسم:Handwörterbuch der neu-arabischen und deutschen Sprache وهناك ثلاثة تواريخ لصدور هذا المعجم وهي أعوام 1869، و 1879، و 1898. ورغم أنه رائد المعجمية الألمانية العربية إلا أنه متهم بنشر إصدارات يتهم فيها الشعوب السامية من عرب ويهود بأنهم لا يمكنهم تحقيق منجزات في المجالات الحضارية أو التقنية ولذا (حسب زعمه) فإنهم يعيشون بالضرورة عالة على منجزات غيرهم من الشعوب غير السامية 